# Trichotrimicra subnuda
Trichotrimicra subnuda is een tweevleugelige uit de familie steltmuggen (Limoniidae). De soort komt voor in het Afrotropisch gebied.